# Liste des parcs et espaces verts de Montréal

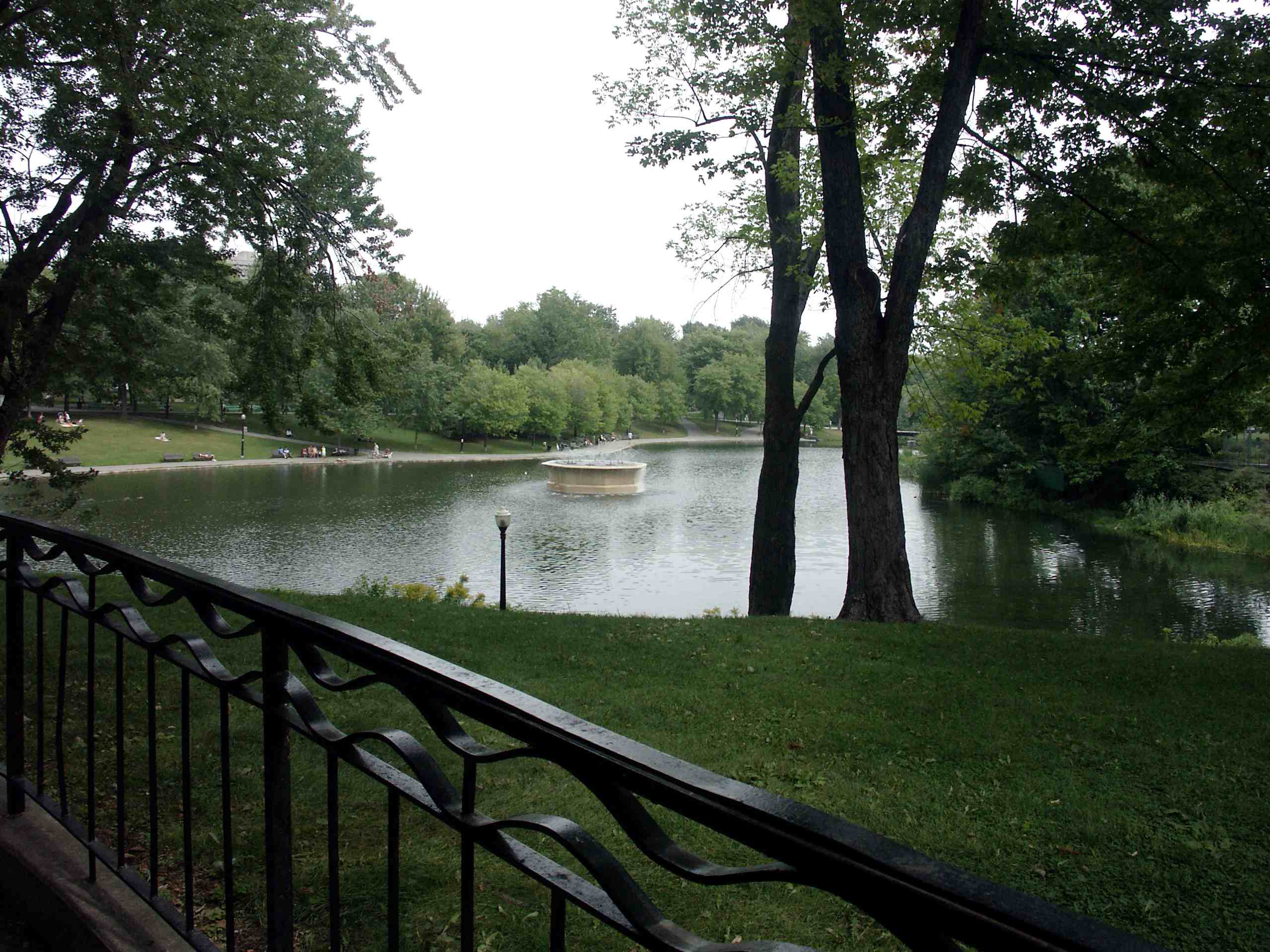
Vue de l'étang du parc Lafontaine

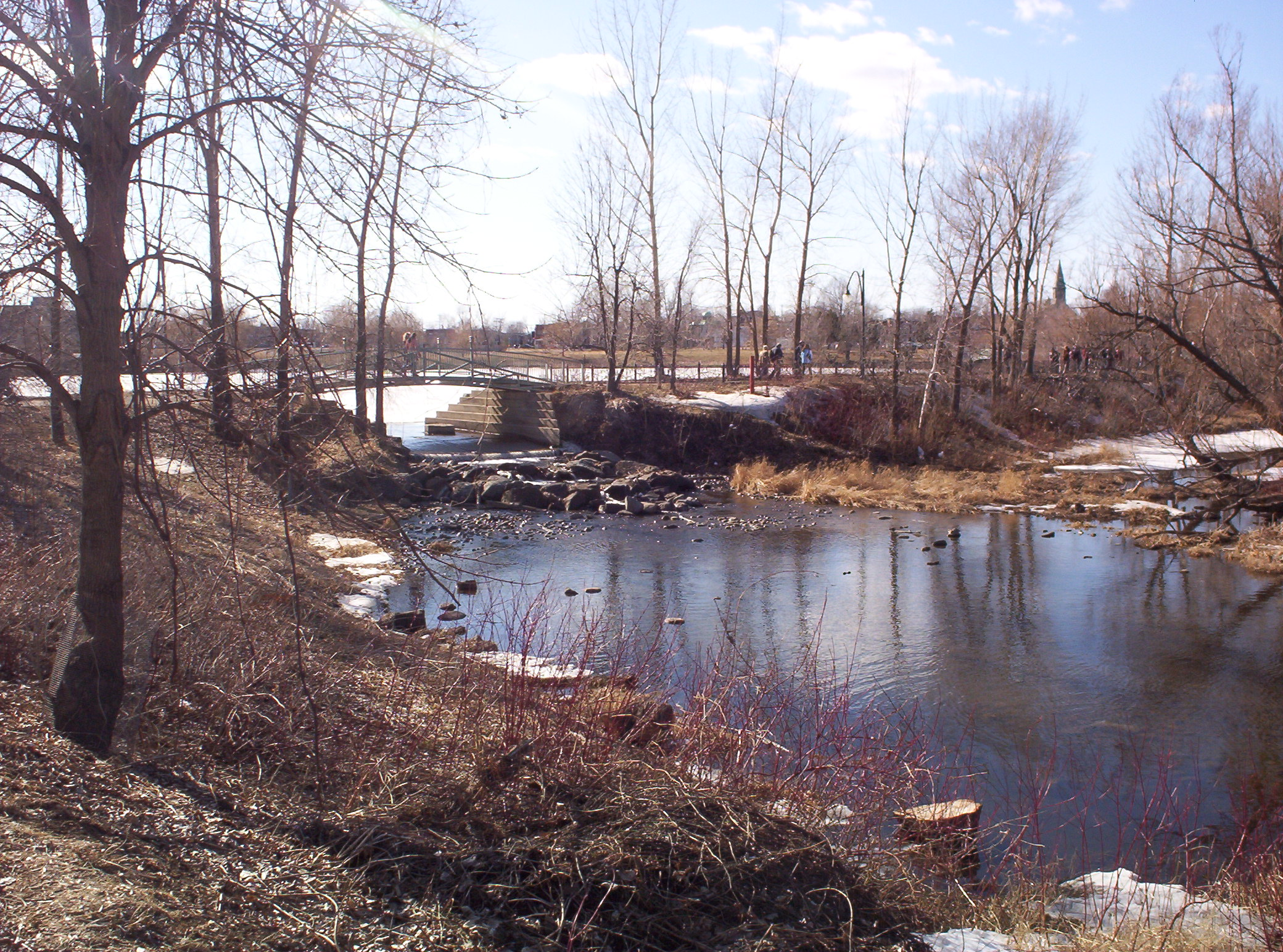
Vue sur le parc des Rapides au printemps

Voici la liste des parcs et espaces verts de la ville de Montréal :

## Grands parcs, places publiques et squares
- Parcs urbains importants :
  - Parc du Mont-Royal (1,90 km2)
  - Parc Jean-Drapeau (1,09 km2)
  - Parc René-Lévesque (0,14 km2)
  - Parc Frédéric-Back (0,48 km2 - 1,92 km2 projeté)
  - Parc des Rapides (0,30 km2)
  - Parc Jarry (0,36 km2)
  - Promenade Bellerive (0,22 km2)
  - Parc La Fontaine (0,36 km2)
  - Parc Angrignon (0,97 km2)
  - Parc Maisonneuve (0,63 km2)
- Parcs nature :
  - Parc-nature du Cap Saint-Jacques (1,88 km2)
  - Parc-nature de l'Île-de-la-Visitation (0,34 km2)
  - Parc-nature de la Pointe-aux-Prairies (2,61 km2)
  - Parc-nature du Bois-de-l'Île-Bizard (2,01 km2)
  - Parc-nature du Bois-de-Liesse (1,59 km2)
  - Parc-nature de l'Anse-à-l'Orme (0,88 km2)
- Places publiques et squares de Montréal
  - Parc Émilie-Gamelin
  - Parc Jeanne-Mance
  - Parc Athéna
  - Place d'Armes
  - Place de la Grande-Paix-de-Montréal
  - Place De La Dauversière
  - Place des festivals
  - Place des Montréalaises
  - Place du Canada
  - Place d'Youville
  - Place Gérald-Godin
  - Place Jacques-Cartier
  - Place Jean-Paul-Riopelle
  - Place Norman-Bethune
  - Place Royale
  - Place Vauquelin
  - Square Chaboillez
  - Square des Frères-Charon
  - Square Dorchester
  - Square Phillips
  - Square Saint-Louis ou Carré Saint-Louis
  - Square Victoria
  - Square Viger
- Le Corridor Écoforestier
  - Rapides du Cheval Blanc de Pierrefonds-Roxboro

## Par arrondissement[1]

### ArrondissementAhuntsic-Cartierville
- Parc Ahuntsic
  - Jardin communautaire Pierre-Lapointe
  - Parc à chien
- Parc Alice-Nolin/Claude-Gauvreau
- Parc Avila-Vidal
- Parc Basile-Routhier
- Parc Belmont
- Parc Berthe-Louard
- Parc Camille
- Parc D’Auteuil
- Parc de Beauséjour
- Parc de l’Île Perry
- Parc de la Merci
- Parc Louisbourg
- Parc De Mésy
- Parc De Salaberry
- Parc des Bateliers
- Parc des Hirondelles
- Parc du Boisé-de-Saint-Sulpice
- Parc du Sault-au-Récollet
  - Parc à chien du Sault-au-Récollet
- Parc Gabriel-Lalemant
- Parc Georges-Gauthier
- Parc Gouin
- Parc Gouin/Le Merusier
- Parc Henri-Julien
- Parc Jean-Martucci
  - Jardin communautaire Saint-Sulpice
- Parc Jeanne-Sauvé
- Parc Lomer-Gouin
- Parc Louis-Hébert
- Parc Marcellin-Wilson
  - Jardin communautaire Marcelin-Wilson
- Parc Maurice-Richard
- Parc-nature de l'Île-de-la-Visitation
  - Jardin communautaire Sault-au-Récollet
- Parc-nature du Bois-de-Liesse
- Parc-nature du Bois-de-Saraguay
- Parc Nicolas-Viel
- Parc Prieur
  - Jardin communautaire Ahuntsic
- Parc Raimbault
- Parc Roland-Giguère
- Parc Saint-Alphonse
- Parc Saint-André-Apôtre
- Parc Saint-Benoît
  - Parc à chien
- Parc Saint-Paul-de-la-Croix
- Parc Saint-Simon-Apôtre
- Parc Sainte-Odile
- Parc Suzanne-Beaudoin-Dumouchel
- Parc Tolhurst
- Parc Victor Barbeau
- Parc Youville
  - Jardin communautaire Christ-Roi
- Parc Zotique-Racicot
- Jardin communautaire Deschamps
- Jardin communautaire Gérard-Legault
- Pavillon d'accueil du Parcours Gouin
- Place lona-Monahan

### ArrondissementAnjou
- Boisé Saint-Conrad
- Espace vert de l'Eau-Vive
- Parc André-Laurendeau
  - Jardin communautaire
- Parc Anjou-sur-le-Lac
- Parc Chénier-Beaugrand
  - Jardin communautaire Notre-Dame
- Parc d'Allonnes
- Parc d'Antioche
- Parc de Peterborough
  - Parc à chiens
- Parc de Spalding
  - Jardin communautaire
- Parc de Talcy
- Parc de Verdelles
- Parc des Angevins
- Parc des Jumelages
- Parc des Roseraies
  - Jardin communautaire
- Parc du Bocage
- Parc du Fort-Des-Ormeaux
- Parc du Mail
- Parc Félix-Leclerc - Anjou
- Parc Goncourt
- Parc Lucie-Bruneau
  - Parc à chiens
- Parc Roger-Rousseau
  - Jardin communautaire

### ArrondissementCôte-des-Neiges–Notre-Dame-de-Grâce
- Belvédère Terry-Fox
- Parc Benny
- Parc Coffee
- Parc de Dunkerque
- Parc de la Confédération
  - Parc à chiens
- Parc de la Savane
  - Jardin Communautaire
- Parc De Sousa-Mendes
- Parc du Mont-Royal
- Parc Elie-Wiesel
- Parc Georges-Saint-Pierre
  - Jardin communautaire Saint-Raymond
- Parc Gilbert-Layton
- Parc Herbert-Outerbridge
- Parc Jean-Brillant
- Parc Leduc
- Parc Loyola
- Parc Macdonald
- Parc Mackenzie-King
- Parc Marie-Gérin-Lajoie
- Parc Martin-Luther-King (Montréal)
- Parc Maurice-Cullen
- Parc Nelson-Mandela
- Parc Notre-Dame-de-Grâce
  - Jardin communautaire
  - Parc à chiens
- Parc Paul-Doyon
- Parc Roméo-Charette
- Parc Rosemary-Brown
- Parc Saidye-Bronfman
- Parc Snowdon
- Parc Tiohtià:ke Otsira'kéhne
- Parc Trenholme
  - Parc à chiens
- Parc Troie
- Parc Van Horne
- Parc Warren-Allmand (Somerled)
- Parc William-Bowie
  - Parc à chiens
- Parc William-Hurst
- Jardin communautaire Châteaufort
- Jardin communautaire Rencontres
- Place Charles-Este
- Place de Darlington
  - Parc à chiens
- Place du 6-Décembre-1989
- Place Guillaume-Couture
- Place Guy-Viau

### ArrondissementL'Île-Bizard–Sainte-Geneviève
- Parc Antoine-Pilet
- Parc Bastien-Lavigne
- Parc Blaise-Closse
- Parc Cardinal
- Parc Closse
- Parc de l'Anse-aux-Rivard
- Parc Denis-Benjamin-Viger
- Parc des Bruants
  - Parc à chiens
- Parc des Érables
- Parc Desmarest
- Parc du Manoir
- Parc du Verger
- Parc Eugène-Dostie
- Parc Jacques-Cardinal
- Parc Joly
- Parc Joseph-Avila-Proulx
- Parc Léon-Brisebois
- Parc Lucien-Côté
- Parc Marcelin
- Parc Martin
- Parc-nature du Bois-de-l'Île-Bizard
  - Belvédère du parc-nature
- Parc Richelieu
- Parc Riviera (Montréal)
- Parc Robert-Sauvé
- Parc Saint-Malo
- Parc Saint-Pierre (Montréal)
- Parc Triolet

### ArrondissementLachine
- Aire de repos 8e Avenue
- Parc 25e Avenue
- Parc 40e Avenue / 41e Avenue
- Parc Albert-Gariépy
- Parc Brewster
- Parc Carignan
- Parc Curé-Provost
- Parc Dalbé-Viau
- Parc de la 55e Avenue
- Parc de la Place Samuel-D. Gameroff
- Parc de la Renaissance
- Parc des Écluses
- Parc des Saules
- Parc Dixie
- Parc du Fort-Rolland
- Parc-école Bishop-Whelan
- Parc-école Catherine-Soumillard
- Parc-école John-Grant
- Parc-école Lakeside Academy
- Parc Elm
- Parc Francis-Daoust
- Parc Grovehill
- Parc Harry-Ross
- Parc Ivan-Franko
- Parc Kirkland
- Parc LaSalle
- Parc Michel-Ménard
- Parc Monk
- Parc Noël-Spinelli
- Parc Pelletier
- Parc Pominville
- Parc Ranger
- Parc Rathwell
- Parc Remembrance
- Parc René-Lévesque
  - Belvédère du parc
- Parc Roger-Richer
  - Parc à chiens
- Parc Rosewood
- Parc Saint-Anne
- Parc Saint-Louis
- Parc Stoney Point
- Parc Summerlea
- Parc Village Saint-Louis
- Parc Wilfrid-Vincent
- Jardin communautaire les petites-pousses
- Jardin communautaire Réal-Gareau
- Jardin communautaire Remembrance
- Mini-parc de la 7e Avenue
- Mini-parc de la 8e Avenue
- Nouveau parc riverain de Lachine
- Promenade du Rail
  - Parc à chiens
- Promenade Père-Marquette

### ArrondissementLaSalle
- Parc Albert-Perras
- Parc Boivin
- Parc Cavelier-De LaSalle
- Parc Christophe-Colomb
- Parc Dalmany
- Parc de l’Aqueduc
  - Jardins communautaires des

Rapides
- Parc de Taishan
- Parc des Rapides
  - Belvédères du parc
  - Butte de glissade
- Parc des Saints-Anges
- Parc Dollier-De Casson
- Parc du Bois-des-Caryers
- Parc Félix-Leclerc
- Parc G.-Melatti
- Parc Gérard-Poirier
- Parc Hayward
  - Butte de glissade
- Parc Hébert
- Parc Highlands
- Parc J.-D.-Ducharme
- Parc J.O.R.-Leduc
- Parc Jeannotte
- Parc Lacharité
  - Parc à chiens
- Parc Lawrence (Montréal)
- Parc Lefebvre
- Parc Leroux
  - Parc à chiens
- Parc Louis-Marie-Gagnon
- Parc Maher
- Parc Marie-Claire-Kirkland-Casgrain
- Parc Marroni
- Parc Martineau
- Parc Ménard
- Parc Mohawk
  - Parc à chiens
- Parc Ouellette
- Parc Parent
- Parc Paul-Séguin
- Parc Père-Marquette
- Parc Raymond
  - Patinoire
- Parc Riverside
  - Patinoire
- Parc Stinson
  - Moulin Fleming
- Parc Thaïs-Lacoste
- Parc à chiens Frederick-Mackenzie
- Promenade Michel-Chartrand
- Butte de glissade du terrain de la mairie d'arrondissement
- Jardins communautaires Charles- Nagy

### ArrondissementLe Plateau-Mont-Royal
- Avenue Duluth Ouest
- Parc Albert-Saint-Martin
- Parc Alphonse-Télésphore-Lépine
- Parc Baldwin
  - Jardin communautaire
  - Parc à chiens
- Parc Berri-Saint-Joseph
- Parc de La Bolduc
- Parc De Lorimier
- Parc Denise-Morelle
- Parc des Açores
- Parc des Amériques
- Parc des Compagnons-de-Saint-Laurent
- Parc Devonshire
- Parc Drolet-Rachel
- Parc du Carmel
- Parc du Portugal
- Parc-école Édouard VII
- Parc Émile-Nelligan
- Parc Ethel-Stark
- Parc Gilles-Lefebvre
- Parc Hilda-Ramacière
- Parc Hirsch-Wolofsky
- Parc J.-Z.-Léon-Patenaude
- Parc Jean-Jacques-Olier
- Parc Jeanne-Mance
  - Parc à chiens
- Parc Jehane-Benoît
- Parc La Fontaine
  - Belvédère Léo-Ayotte
  - Jardin du petit monde à bicyclette
  - Parc à chiens
- Parc Lahaie
- Parc Laval
- Parc Lhasa-De Sela
- Parc Lionais
- Parc Louis-Reitman
- Parc Lucia-Kowaluk
- Parc Ludger-Duvernay
- Parc Mile End
- Parc Napoléon
- Parc Palomino-Brind'Amour
- Parc Pierre-Boucher
- Parc Saint-Michel
- Parc Saint-Pierre-Claver
- Parc Sir-Wilfrid-Laurier
  - Parc à chiens
- Parc Thérèse-Daviau
- Parc Toto-Bissainthe
- Parc University Settlement
- Parc Yvonne-Maisonneuve
- Place Charles-De Gaulle
- Place des Fleurs-de-Macadam
- Place-école De Lanaudière
- Place Gérald-Godin
- Place Gilles-Carle
- Place Roy
- Square Saint-Louis
- Jardin communautaire De Lorimier
- Jardin communautaire Mile End
- Jardin communautaire Rivard
- Jardin du Monastère
- Jardins du Petit-Laurier

### ArrondissementLe Sud-Ouest
- Carré d’Hibernia
- Parc Angrignon
  - Jardin communautaire
  - Parc à chiens
  - Piste de glissade
  - Pistes de ski de fond
- Parc Atwater / Saint-Charles
- Parc Brewster
- Parc Campbell Ouest
- Parc Charles-Drew
- Parc Charlevoix / Rufus-Rockhead
- Parc Clifford
- Parc Curé-Albert-Arnold
- Parc D'Arcy-McGee
- Parc D'Argenson
- Parc Daisy-Peterson-Sweeney
- Parc David-Lefebvre
- Parc de l'Ancienne-cour-de-triage
- Parc de l'Aqueduc
- Parc de l'Association-Eurêka
- Parc de l'Encan
- Parc de l'Irlande
- Parc de la Congrégation
- Parc de la Ferme-Brodie
- Parc de la Stelco
- Parc de la Traite-des-Fourrures
- Parc De La Vérendrye
- Parc des Apprentis
- Parc des Chaudronniers
- Parc des Cheminots
- Parc des Cordonniers
- Parc des Corroyeurs
- Parc des Couturières
- Parc des Éclusiers
- Parc des Hommes-Forts
- Parc des Jazzmen
- Parc des Métallos
- Parc des Meubliers
- Parc des Selliers
- Parc du Bassin-à-Gravier
  - Jets d'eau
- Parc du Faubourg-Sainte-Anne
- Parc du Lac-à-la-Loutre
- Parc du Premier-Chemin-de-Fer
- Parc du Village-Turcot
- Parc-école Charles-Lemoyne
- Parc-école Saint-Henri
- Parc-école Saint-Jean-Bosco
- Parc Édouard-Fabre
- Parc Émery-Sauvé
- Parc Émile-Berliner
- Parc Frank-Selke-Charon
- Parc Garneau
- Parc Gédéon-De Catalogne
- Parc Grand Trunk-Shearer
- Parc Herb-Trawick
- Parc Herbert-Brown-Ames
- Parc Ignace-Bourget
- Parc Jacques-Couture
- Parc Jacques-Viger
- Parc Jessie-Maxwell-Smith
- Parc Joe-Beef
- Parc Lacasse
- Parc Le Ber
  - Parc à chiens
- Parc Louis-Cyr
  - Parc à chiens
- Parc Madeleine-Parent
- Parc Marc-Cantin-Carrie-Derick
- Parc Marguerite-Bourgeoys
- Parc Mullins-Richmond
- Parc Mullins-Wellington
- Parc Olier
  - Parc à chiens
- Parc Oscar-Peterson
- Parc Philippe-Lalonde
- Parc Pointe-des-Seigneurs
- Parc Saint-Gabriel
- Parc Saint-Jean-de-Matha
- Parc Saint-Paul (Montréal)
- Parc Sainte-Cunégonde
- Parc Sammy-Hill
- Parc Tansey
- Parc Victor-Rousselot
- Parc Vinet
- Parc Yamaska
- Parc York-De Roberval
- Place des Aiguilleurs
- Place des Arrimeurs
- Place du Bonheur-d'Occasion
- Place Roland-Proulx
- Ruelle bleue-verte (À la jonction des rues Le Ber et Sainte-Madeleine)
- Square Saint-Patrick
- Square Sainte-Élisabeth
- Square Sir-George-Étienne-Cartier
- Woonerf Saint-Pierre
- Jardin communautaire des Seigneurs
- Jardin communautaire les bons voisins
- Jardin communautaire Petite-Bourgogne
- Jardin communautaire Pointe-Verte
- Parc à chiens - bande Saint-Antoine
- Parc à chiens Saint-Patrick

### ArrondissementMercier-Hochelaga-Maisonneuve
- Parc Adhémar-Raynault
- Parc Antenne Longue-Pointe
- Parc Aubry / De Teck
- Parc Beauclerk
- Parc Bossuet
- Parc Champêtre
- Parc Chénier-Beaugrand
- Parc Clément-Jetté Nord
  - Jardin communautaire
- Parc Clément-Jetté Sud
- Parc de l'Ancienne-Pépinière
- Parc De La Bruère
  - Parc à chiens
- Parc de la Capture-d'Ethan-Allen
- Parc de la Promenade-Bellerive
- Parc De Lotbinière
- Parc de Rouville
- Parc de Saint-Aloysius
- Parc Dézéry - La Fontaine
- Parc Dickson - Monsabré
- Parc Dickson - Pierre-Bédard
- Parc du Boisé-Jean-Milot
- Parc du Vaisseau-d'Or
- Parc Dupéré
  - Jardin communautaire
- Parc Edmond-Hamelin
- Parc Édouard-Raymond-Fabre
- Parc Faribault
- Parc Félix-Leclerc
  - Parc à chiens
- Parc Francesca-Cabrini
  - Jardin communautaire Cabrini-annexe
- Parc Francine-Léger
- Parc Germaine-Pépin
- Parc Guillaume-Couture
- Parc Guybourg
- Parc Hector-Vinet
- Parc Henry-Morgentaler
- Parc Hochelaga
- Parc Jacques-Blanchet
- Parc Jean-Amyot
- Parc Jean-Louis-Beaudry
- Parc Joseph-Octave-Villeneuve
- Parc Joseph-Thibaudeau
- Parc L.-O.-Taillon
- Parc Lady-Alys-Robi
  - Jardin communautaire Jacques-Charbonneau
- Parc Lalancette
  - Parc à chiens
- Parc Liébert
  - Parc à chiens
- Parc Louis-Riel
- Parc Madeleine-Huguenin
- Parc Michel-Bourdon
- Parc Mignault
- Parc Morgan
- Parc Napoléon-Sénécal
- Parc Ovila-Pelletier
- Parc Pierre-Bédard
- Parc Pierre-Bernard
- Parc Pierre-Tétreault
- Parc Radisson
- Parc Richard-Wilson-Smith
- Parc Rougemont
- Parc Saint-Clément
- Parc Saint-Donat
- Parc Saint-Victor (Montréal)
- Parc Sainte-Claire (Montréal)
- Parc Sarah-Maxwell
- Parc Sicard
- Parc T.-X.-Renaud
- Parc Théodore
- Parc Thomas-Chapais
- Place des Tisserandes
- Place Gennevilliers-Laliberté
- Place Robert-Burns
- Place Simon-Valois
- Square Dézéry
- Jardin communautaire Arc-en-sol
- Jardin communautaire BP Tétreaultville
- Jardin communautaire jardins de l'Institut (Institut universitaire en santé mentale de Montréal)
- Jardin communautaire Maisonneuve
- Jardin communautaire Marseille
- Jardin communautaire Monsabré
- Jardin communautaire Pierre-Bernard
- Parc à chiens Wolfred-Nelson

### ArrondissementMontréal-Nord
- Parc Aimé-Léonard
- Parc Chabot
- Parc Charleroi
- Parc-école Calixa-Lavallée
- Parc-école Jules-Verne
- Parc-école Lester B. Pearson
- Parc-école Saint-Rémi
- Parc-école Saint-Vincent-Marie
- Parc-école Sainte-Gertrude
- Parc Eusèbe-Ménard
- Parc Garon / Amos
- Parc Gouin
- Parc Henri-Bourassa
- Parc Lacordaire
- Parc Le Carignan
- Parc Louis-Querbes
- Parc Marie-Victorin (Montréal)
- Parc Maurice-Bélanger
- Parc Ménard
- Parc Monty
- Parc Oscar
  - Jardin communautaire
- Parc Ottawa
- Parc Pilon
- Parc Primeau
- Parc Racette
- Parc Sabrevois
- Parc Saint-Laurent
- Parc Sauvé
- Parc Tardif
  - Jardin communautaire
- Parc Villeneuve

### ArrondissementOutremont
- Parc Beaubien
- Parc de L'Épée
- Parc du Mont-Royal
- Parc F.-X.-Garneau
- Parc Irma-Le Vasseur
- Parc Jacques-Parizeau
- Parc Jacques-Tessier dit Lavigne
- Parc John F.-Kennedy
- Parc Joyce
- Parc Ludger-Beauregard
- Parc Oakwood
- Parc Outremont
- Parc Pierre-Dansereau
- Parc Pratt
- Parc Raoul-Dandurand
- Parc Saint-Viateur
- Place Alice-Girard
- Place Marcelle-Ferron
- Parc canin d'Outremont (parc Mali)

### ArrondissementPierrefonds-Roxboro
- Parc Alexander
  - Patinoire
- Parc Alphonse-Desjardins
- Parc Anderson
- Parc Aragon
- Parc Bibeau
- Parc Brook
  - Patinoire
  - Parc à chiens
- Parc Cérès
- Parc Chesnut
- Parc Cloverdale
- Parc Coursol
- Parc Cyril-W.-McDonald
- Parc d'À-Ma-Baie
  - Patinoire
- Parc d'Estérel-Boisé
- Parc de Deauville
- Parc de l'Anse-aux-Chênes
- Parc de la Promenade-Lalande
- Parc de la Rive-Boisée
  - Patinoire
- Parc de Roxboro
  - Patinoire
- Parc de Versailles (Montréal)
- Parc des Anciens-Combattants
- Parc des Arbres
- Parc des Coopérants
- Parc des Muguets
- Parc des Rapides-du-Cheval-Blanc
- Parc des Rivières
- Parc du Belvédère (Montréal)
- Parc du Bois-des-Trottier
- Parc du Boisé
- Parc du Château-Pierrefonds
- Parc du Millénaire
- Parc du Perce-Neige
- Parc Duval
- Parc-école Beechwood
- Parc-école du Grand-Chêne
- Parc-école du Harfang-des-Neiges
- Parc Edgar-Budge
- Parc Fréchette
- Parc George-Springate
- Parc Gouin
- Parc Graham
- Parc Gravel
- Parc Greendale
- Parc Grier
  - Patinoire
  - Parc à chiens
- Parc Guillaume-Gamelin-Gaucher
- Parc Hélène-Legault
- Parc Hillcrest
- Parc Jacynthe-Fyfe
- Parc Jean-Brillant
- Parc Julie-Dauth
- Parc Labrosse
- Parc Lalande
- Parc London
- Parc Louise-Deschênes
- Parc Ménard
- Parc Monk
- Parc Monteray
- Parc Montgomery
- Parc Murielle-Dumont
- Parc-nature de l'Anse-à-l'Orme
- Parc-nature du Bois-de-Liesse
  - Belvédères du parc
  - Maison Pitfield
- Parc-nature du Cap-Saint-Jacques
  - Cabane à sucre
  - Chalet d'accueil
  - Château Gohier
  - Ferme écologique et magasin général
- Parc Olympia
- Parc Parkinson
- Parc Pierre-Elliott-Trudeau
- Parc Raoul-Laurin
- Parc Rita-Marceau
- Parc Riverdale
- Parc Saint-Barnabas
- Parc Saint-Gérard
- Parc Sainte-Suzanne
- Parc Thorndale
- Parc Victor-P.-Gray
- Parc Villeret
- Parc William-Barrett
- Parc Yuile
- Parc à chiens Logan
- Patinoire de la mairie de Pierrefonds-Roxboro
- Place À-Ma-Baie
- Île de Roxboro

### ArrondissementRivière-des-Prairies-Pointe-aux-Trembles
- Parc Agnès-Vautier
- Parc Albéric-Bourgeois
- Parc André-Corbeil-Dit-Tranchemontagne
- Parc Armand-Bombardier
- Parc Beausoleil
- Parc Cécile-Bérubé
- Parc Charlemagne-Péralte
- Parc Claudine-Vallerand
- Parc Clémentine-De La Rousselière
- Parc Conrad-Poirier
- Parc Daniel-Johnson
- Parc de l'école secondaire de la Pointe-aux-Trembles
  - Parc à chiens
- Parc de la Coulée-Grou
- Parc de la Rivière
- Parc de la Traversée
  - Parc à chiens
- Parc de Montmartre
- Parc de Neuville-sur-Vanne
- Parc Delphis-Delorme
- Parc des Botanistes
- Parc Des Bouleaux
- Parc des Cageux
- Parc des Épinettes
- Parc des Pins
- Parc Dollard-Morin
  - Jeux d'eau
- Parc Don-Bosco
- Parc Doris-Lussier
- Parc du Bien-Être-de-la-Jeunesse
- Parc du Bout-de-l'Île
- Parc du Chevalier-Cuivré
- Parc du Colombier
- Parc du Fort-de-Pointe-aux-Trembles
- Parc du Molise
- Parc du Moulin-du-Rapide
- Parc du Vieux-Moulin
  - Belvédère de Pointe-aux-Trembles
- Parc Émilio-lacurto
- Parc Emma-Bourbonnais
- Parc Ernest-Rocheleau
- Parc Ernest-Rouleau
- Parc Ferdinand-Biondi
- Parc François-La Bernarde
- Parc François-Vaillancourt
- Parc Gérard-Picard
- Parc Gérard-Vaillancourt
- Parc Germaine-Casaubon
- Parc Hans-Selye
- Parc Honoré-Primeau
- Parc Île Haynes
- Parc Jean-Jacques-Rousseau (Montréal)
- Parc Jeanne-Lapierre
- Parc Marcel-Léger
- Parc Marguerite-Bourgeoys
- Parc Maria-Goretti
- Parc Marie-Cardinal
- Parc Marie-Claire-Daveluy
- Parc Marie-Coron
- Parc Médéric-Archambault
- Parc-nature de la Pointe-aux-Prairies
  - Belvédère du parc-nature
- Parc-nature du Ruisseau-De Montigny
- Parc Pasquale-Gattuso
  - Parc à chiens
- Parc Pehr-Kalm
- Parc Pierre-Blanchet
- Parc Pierre-Dagenais-Dit-Lépine
- Parc Pierre-Payet
- Parc René-Lecavalier
- Parc René-Masson
- Parc Renée-Vautelet
- Parc Richelieu
  - Jardin communautaire
- Parc Robert-Stephenson
- Parc Rosaire-Prieur
- Jardin communautaire des Belles-Roses
- Jardin communautaire Les Arpents Verts
- Jardin communautaire Pierre-Lacroix
- Jardin communautaire Sainte-Maria-Goretti
- Jardin communautaire Sainte-Marthe

### ArrondissementRosemont-La Petite-Patrie
- Espace Boyer
- Jardin botanique de Montréal
- Parc Annie-Montgomery
- Parc Beaubien
  - Jardin libre
  - Parc à chiens
- Parc Bélanger / De Chateaubriand
- Parc Carmela-Galardo-Frascarelli
- Parc Dante
- Parc De Gaspé
- Parc de l'Ukraine
- Parc de la Cité-Jardin
- Parc de la Louisiane
  - Jardin libre
  - Parc à chiens
- Parc de la Petite-Italie
- Parc des Carrières
- Parc des Ferblantiers
- Parc des Locomotives
- Parc des Ouvrières
- Parc du Bois-des-Pères
- Parc du Pélican
  - Parc à chiens
- Parc du Père-Marquette
  - Jardin communautaire
  - Parc à chiens
- Parc-école Saint-Ambroise
- Parc Étienne-Desmarteau
  - Jardin communautaire Étienne-Desmarteau
- Parc Guglielmo-Marconi
- Parc Guido-Nincheri
- Parc Henri-Valade
- Parc Idola-Saint-Jean
- Parc J.-Arthur-Champagne
- Parc Jean-Duceppe
- Parc Jean-et-Éva-Tremblay
- Parc Joseph-N.-Drapeau
- Parc Joseph-Paré
- Parc Lafond
  - Jardin communautaire Laurier
  - Parc à chiens
- Parc Léon-Provancher
- Parc linéaire du Réseau-Vert
- Parc Luc-Durand
- Parc Ludmilla-Chiriaeff
- Parc Maisonneuve
  - Jardin communautaire L'Églantier
  - Jardin communautaire Rosemont
- Parc Marian-Dale-Scott
- Parc Mia-Riddez-Morisset
- Parc Micheline-Coulombe-Saint-Marcoux
- Parc Montcalm
- Parc Mozart
- Parc Nesbitt
- Parc Pierre-Tisseyre
- Parc Raymond-Lévesque
- Parc Rose-Pesotta
- Parc Rosemont
  - Jets d’eau
- Parc Saint-Édouard
- Parc Saint-Émile
- Parc Saint-Jean-de-la-Lande
- Parc Sainte-Bernadette
- Parc Sainte-Bibiane
- Parc Soeur-Madeleine-Gagnon
- Parc Victor-Bourgeau
- Place Hector-Prud'homme
- Place Raymond-Plante
- Jardin communautaire La Mennais
- Jardin communautaire Pré-Carré
- Jardin communautaire Saint-Marc
- Jardin Marcelle-Gauvreau

### ArrondissementSaint-Laurent
- Parc Aimé-Caron
- Parc Alexis-Nihon
  - Jardin communautaire
- Parc Beaudet
- Parc Beaulac
- Parc Bélanger
- Parc Bourbonnière
  - Jardin communautaire
- Parc Chamberland
- Parc Cousineau
  - Parc à chiens
- Parc de la place publique J.-Armand-Bombardier
- Parc Decelles
- Parc Docteur-Bernard-Paquet
- Parc du Bois-Franc
  - Parc à chiens
- Parc Gariepy
- Parc Gohier
  - Parc à chiens
- Parc Gold
- Parc Goulet
- Parc Grou
- Parc Guillaume-Bruneau
  - Parc à chiens
- Parc Harris
- Parc Hartenstein
  - Jardin communautaire
- Parc Houde
- Parc L'Archevêque
- Parc Marcel-Laurin
  - Boisé du parc
  - Parc à chiens
- Parc Marlborough
- Parc-nature du Bois-de-Liesse
  - Belvédères du parc-nature
  - Chalet d'accueil des Champs du parc-nature
- Parc Noël-Nord
  - Jardin communautaire
- Parc Noël-Sud
- Parc Petit
- Parc Philippe-Laheurte
  - Parc à chiens
- Parc Poirier
- Parc Raymond-Lagacé
- Parc Raymond-Vidal
- Parc Robert-Mitchell
- Parc Roman-Zytynsky
  - Jardin communautaire
- Parc Ronald-Moreau
- Parc Saint-Laurent
  - Jardin communautaire
- Parc Sir-Edmund-Hillary
- Parc Tassé
- Parc Urgel-Archambault
- Place Rodolphe-Rousseau
- Square du Nordet
- Square du Petit-Prince
- Bassin de la Brunante
- Centre communautaire Painter
- Jardin communautaire Cardinal
- Jardin communautaire Robert-Mitchell
- Jardin communautaire super jardin
- Parc à chiens Crépeau
- Parc à chiens Montpellier

### ArrondissementSaint-Léonard
- Parc Coubertin
  - Pavillon du parc
- Parc Delorme
  - Pavillon du parc
- Parc des Fondatrices-de-Saint-Léonard
- Parc-école Laurier-Macdonald
- Parc Ermanno-La Riccia
- Parc Ferland
  - Pavillon du parc
- Parc Giuseppe-Garibaldi
  - Pavillon du parc
- Parc Hébert
  - Pavillon du parc
- Parc Ladauversière
  - Pavillon du parc
- Parc Luigi-Pirandello
  - Pavillon du parc
- Parc Pie-XII
  - Pavillon du parc
- Parc Wilfrid-Bastien
  - Pavillon du parc
- Pavillon Hexagonal

### ArrondissementVerdun

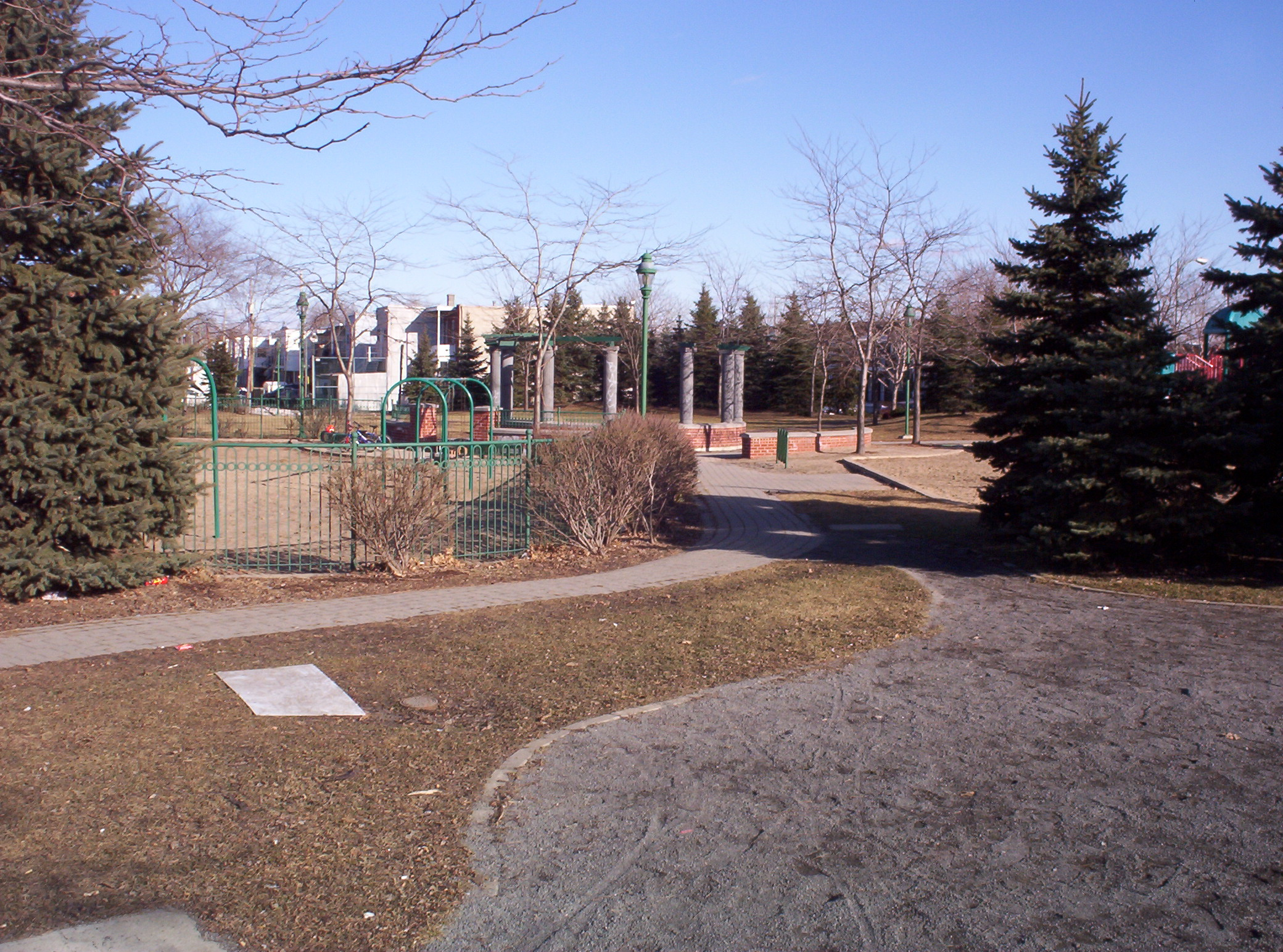
Vue sur le parc Cooney, depuis l'avenue Desmarchais

SUD-OUEST
- Domaine Saint-Paul
- Parc Adrien-D.-Archambault
  - Jardin communautaire
- Parc Alfred-Sauvé
- Parc Archie-Wilcox
- Parc Arthur-Therrien
  - Parc à chiens Champion
- Parc Beatty
- Parc Beurling
- Parc Cooney
- Parc Coronation
- Parc Dan-Hanganu (parc Elgar)
- Parc de l'Épervière (Montréal)

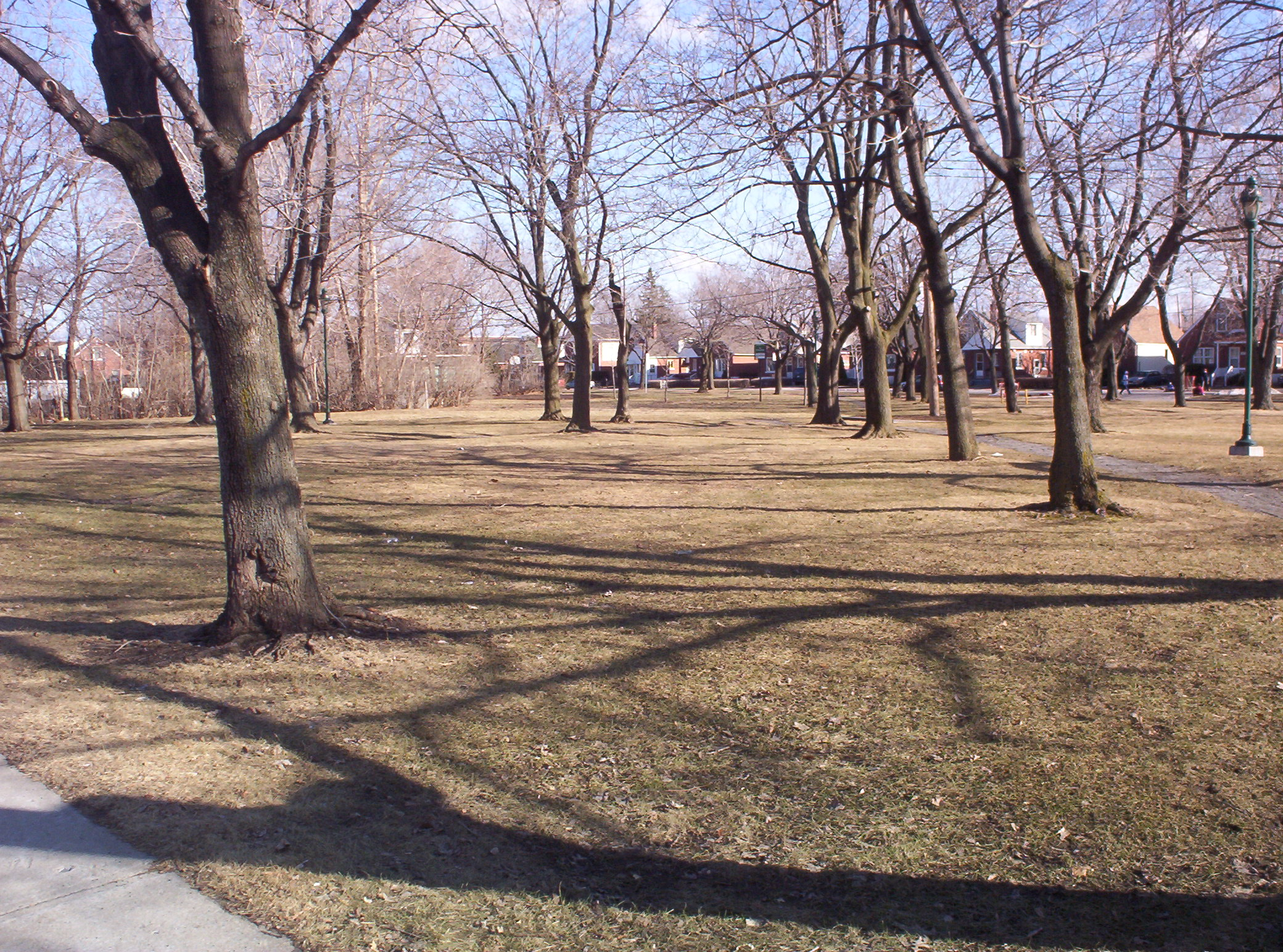
Aperçu du parc Coronation à Verdun

- Parc de l'esplanade de la Pointe-Nord
- Parc de l'Honorable-George-O'Reilly
- Parc de l'Orée-du-Bois
- Parc de l'Orée-du-Fleuve
- Parc de la Fontaine
  - Parc à chiens
- Parc de la Métairie
- Parc de la Reine-Élisabeth
- Parc de West-Vancouver
- Parc des Madelinots
- Parc des Parulines
- Parc des Sittelles
- Parc Desmarchais
  - Jardin communautaire
- Parc du Quai-de-la-Tortue
- Parc du Souvenir
- Parc Duquette
- Parc Grenier
- Parc J.-Albert-Gariépy
- Parc Joanette
- Parc Labelle
- Parc Lacoursière
- Parc Lucien-Caron
  - Jardin communautaire
- Parc Marin
- Parc Maynard-Ferguson
- Parc Monseigneur-J.-A.-Richard
- Parc Monseigneur-Langlois
- Parc Norman-Dawe
- Parc Philippe-Zotique-Millette
- Parc Poirier
- Parc Riverview
- Parc Roger-Séguin
- Parc Sainte-Famille
- Parc Sutherland-Sackville-Bain
- Parc Willibrord
- Parc Wilson
- Parc Woodland
  - Jardin communautaire
- Piste de ski de fond de L'Île-des-Sœurs
- Piste de ski de fond des berges de L'Île-des-Sœurs
- Placette verdunoise
- Plage urbaine de Verdun
- Terrain de pétanque de la rue des Fauvettes

### ArrondissementVille-Marie
- Belvédère Camillien-Houde
- Belvédère du Chemin-Qui-Marche
- Belvédère Kondiaronk
- Entrée de ville Bonaventure
- Espace Faubourg Québec
- Espace Parthenais-Larivière
- Espace Pierre-Bourgault
- Esplanade Tranquille
- Champ-de-Mars
- Le Parterre
- Parc Aristide-Beaugrand-Champagne
- Parc du Bassin-Bonsecours
- Parc Berthier
- Parc Charles-Mayer
- Parc Charles-S.-Campbell
- Parc Claude-Melançon
- Parc Colette-Devlin
- Parc Coupal
- Parc de Dieppe
  - Belvédères du parc
- Parc de l'Espoir
- Parc de la Chasse-Galerie
- Parc de la Fabrique
- Parc de La Presse
- Parc des Faubourgs
- Parc des Joyeux-Vikings
- Parc des Pompiers
- Parc des Royaux
  - Parc à chiens
- Parc des Vétérans
- Parc du Mont-Royal
- Parc du Pied-du-Courant
- Parc Ernest-Ouimet
- Parc Félix-Antoine-Savard
- Parc Fleury-Mesplet
- Parc François-Dollier-De Casson
- Parc François-Martineau
- Parc Hector-Charland
- Parc Hector-Toe-Blake
- Parc Jean-Charbonneau
- Parc Jean-Drapeau
- Parc Jean-Narrache
- Parc Jos-Montferrand
- Parc Jovette-Marchessault
- Parc Judith-Jasmin
- Parc Julia-Drummond
- Parc Magnan
- Parc Marcelle-Barthe
- Parc Marthe-Thiery
- Parc Médéric-Martin
  - Jardin communautaire
- Parc Messier
- Parc Miville-Couture
- Parc Olivier-Robert
- Parc Paul-Dozois
- Parc Percy-Walters
  - Parc à chiens
- Parc Persillier-Lachapelle
- Parc Prudence-Heward
- Parc Raymond-Blain
- Parc Rutherford
- Parc Saint-Jacques (Montréal)
- Parc Sainte-Marie (Montréal)
  - Jardin communautaire Sainte-Marie
- Parc Serge-Garant
- Parc Simonne-Monet-Chartrand
- Parc Thérèse-Casgrain
- Parc Toussaint-Louverture
- Parc Victor-T.-Daubigny
- Parc Walter-Stewart
- Place d'Armes (Montréal)
- Place de l'Aviation-Civile-Internationale
- Place De La Dauversière
- Jardin communautaire Centre-Sud
- Jardin communautaire des 50 citoyens
- Jardin communautaire des Habitations Jeanne-Mance
- Jardin communautaire Faubourg Saint-Laurent
- Jardin communautaire Georges-Vanier
- Jardin communautaire Panet
- Jardin communautaire Saint-André
- Jardin communautaire Saint-Eusèbe
- Jardin communautaire Sainte-Catherine
- Jardin communautaire Versailles
- Parc à chiens Lucien-L'Allier
- Parc à chiens Pilote

### ArrondissementVilleray-Saint-Michel-Parc-Extension
- Parc Athéna
- Parc Azellus-Denis
- Parc Beaumont-De-L'Épée
- Parc Bélair
- Parc Birnam
- Parc Blanche-Lamontagne
- Parc Bloomfield
- Parc Champagneur
- Parc Champdoré
  - Jardin communautaire
- Parc Chateaubriand-du Rosaire
- Parc Crémazie-Papineau
- Parc de l'Amitié (Montréal)
- Parc De Lestre
- Parc De Normanville
  - Jardin communautaire
- Parc de Sienne
- Parc de Turin
- Parc des Rêves
- Parc Dickie-Moore
- Parc du Centenaire-de-Parc-Extension
- Parc du Ruisseau-du-Pont-à-l'Avoine
- Parc-école Barclay
- Parc-école Montcalm
- Parc-école Saint-Grégoire-le-Grand
- Parc-école Saint-Pierre-Apôtre
- Parc-école Sainte-Cécile
- Parc-école Sinclair Laird
- Parc François-Perrault
  - Piano public du parc
- Parc Frédéric-Back
  - Belvédères du parc
  - Parcours accessibles du parc
  - Pavillon d'accueil
- Parc Gabriel-Sagard
- Parc Gary-Longhi
- Parc George-Vernot
- Parc Giovannina-Di Tomasso
- Parc Guinois
- Parc Howard
- Parc Jarry
  - Parc à chiens
  - Piscine
  - Piste de ski de fond
- Parc Jean-Marie-Lamonde
- Parc Joseph-Robin
- Parc Julie-Hamelin
- Parc Le Prévost
- Parc Leman
- Parc Michel-Ange
- Parc Ogilvy-Outremont
- Parc Ovila-Légaré
- Parc Paul-Ouellette
- Parc Provencher
- Parc René-Goupil
- Parc Saint-Roch
- Parc Saint-Vincent-Ferrier
- Parc Sainte-Lucie
- Parc Sainte-Yvette
- Parc Sandro-Pertini
- Parc Shaughnessy
- Parc Victorien-Pesant
- Parc Villeray
  - Parc à chiens
- Parc Villeray Ouest
- Jardin communautaire Babylone
- Jardin communautaire de Lille
- Jardin communautaire Le Goupillier
- Jardin communautaire Le Michelois
- Jardin communautaire Villeray